# Samara Weaving

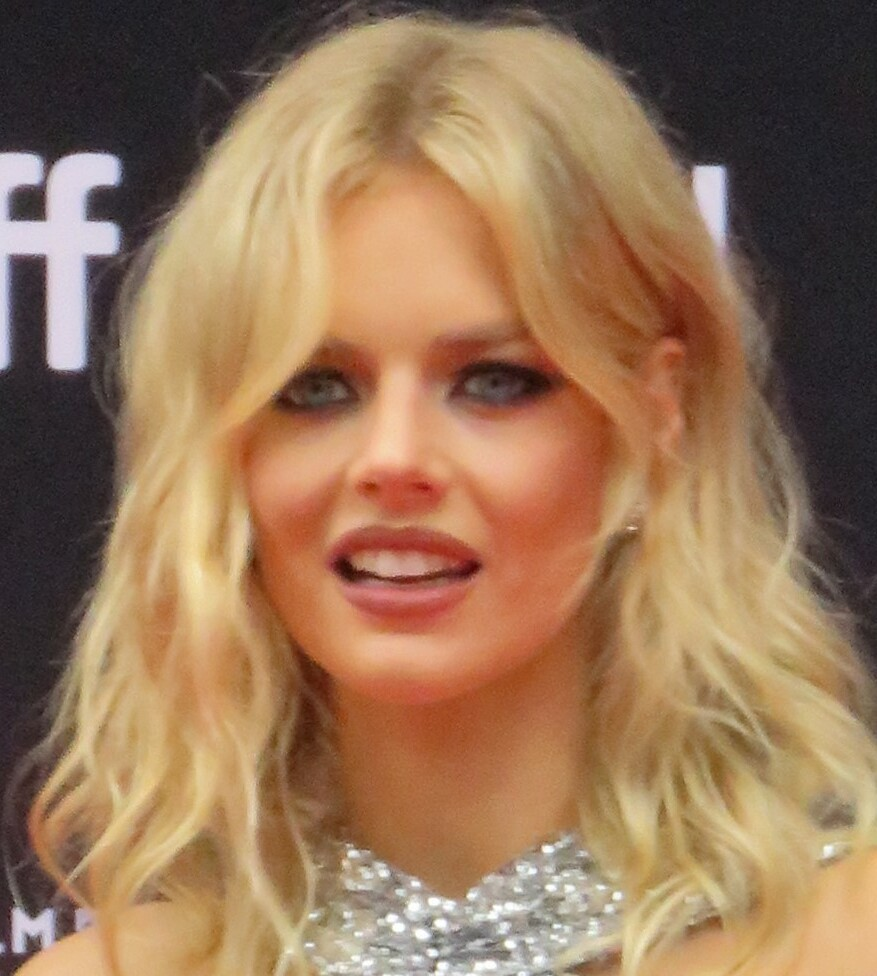
Samara Weaving (2022)

Samara Weaving (* 23. Februar 1992 in Adelaide) ist eine australische Schauspielerin und Model.
Ihre erste Rolle war die der Kirsten Mulroney in der australisch produzierten BBC-Fernsehserie Out of the Blue. Von 2009 bis 2013 spielte sie Indi Walker in Home and Away.

## Jugendzeit
Weaving ist in Adelaide geboren, jedoch aufgewachsen in Singapur, Fidschi und Indonesien. Ihr Vater, Simon Weaving, ist Filmemacher und der künstlerische Direktor des Canberra International Film Festivals. Ihre jüngste Schwester Morgan ist ebenfalls Schauspielerin, und ihr Onkel Hugo Weaving ist Film- und Theaterdarsteller. Weaving und ihre Familie zogen im Jahr 2005 nach Canberra und sie besuchte die Canberra Girls Grammar School. Sie wurde Schauspielerin und trat in verschiedenen Schul- und Theaterproduktionen auf.

## Karriere
Weavings erste Hauptrolle als Schauspielerin war die der Kirsten Mulroney im Jahr 2008 in der australisch-britischen Seifenoper Out of the Blue. Es wurde keine zweite Staffel in Auftrag gegeben. Im Jahr 2009 spielte Weaving als Indigo „Indi“ Walker in der australischen Seifenoper Home and Away. Sie lief zunächst fünf Wochen. Weaving nahm die Rolle im folgenden Jahr wieder auf, nachdem die Produzenten sie und ihre Familie als Hauptrolle auf den Bildschirm zurückbrachten. Für die Dreharbeiten zog sie von Canberra nach Sydney.
Für ihre Darstellung der Indi erhielt Weaving eine Nominierung für den Publikumspreis für die beste weibliche Performance in einem Fernsehdrama bei den ersten AACTA Awards im Jahr 2012. Im Juli 2013 bestätigte Weaving, dass sie ihre letzten Szenen für Home and Away gedreht hat. Die Schauspielerin war der Meinung, dass es mit dem internationalen Erfolg der Show der richtige Zeitpunkt für neue Rollen sei. Im selben Jahr spielte sie in dem Kriminalfilm Mystery Road neben ihrem Onkel Hugo Weaving. Weaving hatte eine wiederkehrende Rolle als Heather in der ersten Staffel von Ash vs Evil Dead im Jahr 2015. Sie gastierte auch in der Online-Serie Squirrel Boys.
Im Jahr 2016 spielte Weaving in der Action-Komödie Monster Trucks als Brianne. Sie sicherte sich die Rolle während ihrer ersten Reise nach Los Angeles im Jahr 2014. 2015 spielte Weaving als Titelfigur im Comedy-Horrorfilm The Babysitter, der später im Oktober 2017 veröffentlicht wurde. Sie trat neben Schauspieler Steven Yeun im Action-Thriller Mayhem und in der Miniserie Picnic at Hanging Rock neben Natalie Dormer und Yael Stone auf. Weaving war auch im Musikvideo für Charlie Puths Song Attention im Jahr 2017 zu sehen.
Sie drehte auch zwei Staffeln der Comedy-Serie SMILF als Co-Star von Schauspielerin und Produzentin Frankie Shaw. Es gab mit Shaw Auseinandersetzungen um geforderte Nacktszenen, obwohl Weaving laut Vertrag keine drehen musste und Vorwürfe Weavings, Shaw hätte sich vor ihr ausgezogen und über anderes Fehlverhalten. Als Folge der Vorfälle verließ Weaving die Serie und sie wurde eingestellt. Weitere Filmrollen folgten, so spielte Weaving 2019 die Hauptrolle in Ready or Not – Auf die Plätze, fertig, tot, die sie erneut in der für 2026 angekündigten Fortsetzung übernehmen wird. Ihr Schaffen für Film und Fernsehen umfasst rund drei Dutzend Produktionen.
Weaving begann ab 2012 mit dem Modeln für die australische Unterwäschemarke Bonds. Während der ersten Kampagne des Unternehmens im Jahr 2014 trat sie neben dem Surfer Owen Wright auf.

## Online-Hoax
Im Juni 2016 veröffentlichte ein Facebook-Nutzer ein Foto einer verletzten, blutigen und zerkratzten Weaving (unwissend, dass sie auf dem Bild zu sehen war) und betitelte es: „Das Ergebnis des Faschismus in Amerika … bloß weil sie eine Trump-Unterstützerin war“. Obwohl einige Nachrichtenagenturen klarstellten, dass das Foto von Samara Weaving war und dass sie nicht wirklich verletzt war (sie war gerade geschminkt für ihre Rolle in Ash vs Evil Dead), waren viele Unterstützer des damaligen Kandidaten Donald Trump davon überzeugt, dass das Bild Beweis der liberalen Gewalt gegen Trump-Anhänger sei. Zur Unterstützung dieser Fehlinterpretation des Fotos wurde der Beitrag fast 30.000 Mal geteilt. Um dieser Fehlinterpretation zu begegnen, twitterte Ash-vs-Evil-Dead-Star Bruce Campbell: „Überprüft eure Fakten, Leute. Dies ist eine Schauspielerin namens Samara Weaving von #AshVsEvilDead. Dies ist ein Make-up-Test. Traurig.“ Weaving selbst twitterte: „Ich hasse das wirklich.“

## Filmografie
Film
- 2009: Sprung (Kurzfilm)
- 2009: Steps (Kurzfilm)
- 2013: Mystery Road
- 2014: Growing Young (Kurzfilm)
- 2014: Minks (Kurzfilm)
- 2014: Flex off 2014 (Dokumentation)
- 2015: He Who Has It All (Kurzfilm)
- 2016: Monster Trucks
- 2016: Bad Girl
- 2017: Mayhem
- 2017: Three Billboards Outside Ebbing, Missouri
- 2017: The Babysitter
- 2019: Ready or Not – Auf die Plätze, fertig, tot (Ready or Not)
- 2019: Guns Akimbo
- 2020: Last Moment of Clarity
- 2020: Bill & Ted retten das Universum (Bill & Ted Face the Music)
- 2020: The Babysitter: Killer Queen
- 2021: Snake Eyes: G.I. Joe Origins
- 2022: Der Einparker (The Valet)
- 2022: Chevalier
- 2022: Babylon – Rausch der Ekstase (Babylon)
- 2023: La Snob (Kurzfilm)
- 2023: Scream VI
- 2024: Azrael
- 2024: 200% Wolf (Stimme von Batty)
- 2025: Borderline

Fernsehen
- 2008: Out of the Blue
- 2009–2013: Home and Away
- 2015–2016: Ash vs Evil Dead (Fernsehserie, 3 Folgen)
- 2017–2019: SMILF (Fernsehserie, 13 Folgen)
- 2018: Picnic at Hanging Rock (Miniserie, 6 Folgen)
- 2020: Hollywood (Miniserie, 7 Folgen)
- 2021: No Activity (Fernsehserie, 5 Folgen, Stimme von Sue)
- 2021: Nine Perfect Strangers (Miniserie, 8 Folgen)

Online
- 2015: Squirrel Boys (Webserie, 3 Folgen)
- 2017: Charlie Puth: Attention (Musikvideo)